# Mesotes
Mesotes — рід змій родини полозових (Colubridae). Представники цього роду мешкають в Південній Америці.

## Види
Рід Mesotes нараховує 2 види:
- Mesotes rutilus (Prado, 1942)
- Mesotes strigatus (Günther, 1858)